# Glenn Florio
Glenn Joseph Florio (* 26. Januar 1967 in Rye, New York; † 26. Oktober 2020) war ein Ruderer aus den Vereinigten Staaten. Er war 1986 Weltmeisterschaftsdritter im Leichtgewichts-Einer.

## Leben
Der 1,80 m große Glenn Florio war bei den Junioren-Weltmeisterschaften 1984 Sechster im Einer, 1985 erreichte er den fünften Platz. 1986 bei den Weltmeisterschaften in Nottingham trat er erstmals in der Erwachsenenklasse an. Im Leichtgewichts-Einer belegte er den dritten Platz hinter dem Australier Peter Antonie und dem Dänen Bjarne Eltang. Auch bei den Weltmeisterschaften 1987 in Kopenhagen trat Florio im Leichtgewichts-Einer an und belegte als Sieger des B-Finales den siebten Platz. Bei den Olympischen Spielen 1988 in Seoul stand Leichtgewichts-Rudern noch nicht auf dem olympischen Programm. Florio trat zusammen mit Kevin Still im Doppelzweier an, erreichte aber nicht das Halbfinale, sondern schied im Hoffnungslauf aus.
1989 schloss Florio sein Studium an der Fordham University ab. Florio arbeitete von 2016 bis zu seinem Tod als Rudertrainer an der United States Coast Guard Academy.